# Kis denevérek
A kis denevérek (Microchiroptera) alrendje a denevérek (Chiroptera) rendjébe tartozik. E denevérek sokkal kisebbek, mint a repülőkutyák. Ezeknek is bőr szárnyuk van.

## Rendszerezés
Az alrendbe az alábbi családok tartoznak:
- Cistugidae – 2 faj
- dongódenevérek (Craseonycteridae) – 1 faj
- simaorrú-szabadfarkúak (Emballonuridae) – 47 faj
- csonkaujjú denevérek (Furipteridae) – 2 faj
- Hipposideridae – 91 faj
- álvámpírok (Megadermatidae) – 5 faj
- Miniopteridae – 27 faj
- szelindekdenevérek (Molossidae) 80 faj
- Mormoopidae – 8 faj
- új-zélandi denevérfélék (Mystacinidae) – 2 faj
- szívókorongos denevérek (Myzopodidae) – 1 faj
- tölcsérfülű denevérek (Natalidae) – 5 faj
- halászdenevér-félék (Noctilionidae) – 2 faj
- hasítottorrú denevérek (Nycteridae) – 12 faj
- hártyásorrú denevérek (Phyllostomidae) –  141 faj
- patkósdenevérek (Rhinolophidae) – 84 faj
- egérfarkú denevérek (Rhinopomatidae) – 4 faj
- tapadókorongos denevérek (Thyropteridae) – 2 faj
- simaorrú denevérek (Vespertilionidae) – 450 faj

## Lásd még
Nagy denevérek